# Steve Asheim
Steve Asheim es el baterista y el principal liricista de la banda de death metal Deicide. Asheim es representado por Ddrum y también es conocido por coleccionar armas de fuego, las cuales pueden ser vistas en el DVD de Deicide When London Burns. Asheim también es guitarrista, y actualmente colaboró como tal en el último álbum de Deicide Till Death Do Us Part, aparte de tocar la batería. El 20 de noviembre de 2007, Asheim se unió a la banda de Black/Death Metal Rusa Order Of Ennead (situada en Florida), como su nuevo baterista.

## Influencias musicales
Asheim ha citado como sus mayores influencias a las bandas Kiss, Motörhead, Black Sabbath, Iron Maiden, Judas Priest, Megadeth, Metallica, Overkill, Slayer, Dark Angel, Death Angel, Destruction, Kreator, Sodom y Mercyful Fate.

## Discografía

### Deicide
- Deicide (1990)

- Legion (1992)

- Once Upon The Cross (1995)

- Serpents Of The Light (1997)

- Insineratehymn (2000)

- In Torment In Hell (2001)

- Scars of the Crucifix (2004)

- The Stench Of Redemption (2006)

- Till Death Do Us Part (2008)

- In the Minds of Evil (2013)

Álbumes en directo
- When Satan Lives (1998)

Council Of The Fallen
- Revealing Damnation - (2002) (Season of Mist)
- Sever All Negatives EP - (2006	) (Seasons Of Mist)

Order of Ennead
- Order of Ennead - 2008 (Earache Records)